# Gerskov Kirke
Gerskov Kirke er en sognekirke i landsbyen Gerskov, ca. 10 km nordøst for Odense.
Kirken er opført i 1925 efter tegninger af arkitekt Niels Peder Jensen, som også tegnede kirkerne i Strib og Røjleskov. Kirken består af kor, skib og tårn bygget i nyromansk stil.
Kor og skib har gipset tøndehvælv. Altertavlen er et maleri fra 1927 af Ellen Hofman-Bang. Døbefonten er af kunststen. Krucifikset i moseeg og marmor er udført af Kristen Østerby i år 2000.
Kirkeskibet blev ophængt i 1944 og er udført af Gorm Clausen, som udførte et magen til til Ærøskøbing Kirke. Skibet i Ærøskøbing er en model efter den engelske clipper Thermopylay. Skibet i Gerskov er opkaldt efter den nuværende dronning Margrethe.
Indtil kommunalreformen i 2007 lå kirken i Otterup Kommune (Fyns Amt) og indtil kommunalreformen i 1970 lå den i Lunde Herred (Odense Amt).

## Eksterne kilder og henvisninger
- Wikimedia Commons har flere filer relateret til Gerskov Kirke
- Gerskov Kirke Arkiveret 5. februar 2011 hos  Wayback Machine på nordenskirker.dk
- Gerskov Kirke hos KortTilKirken.dk
- Gerskov Kirke hos danmarkskirker.natmus.dk (Danmarks Kirker, Nationalmuseet)